# Ерл Стрикленд
Ерл “Перла” Стрикленд (рођен 8. јуна 1961. у Росеборо-у, Северна Каролина) је Амерички професионални билијар играч који се сматра за једног од најбољих 9-куглаша свих времена. Освојио је небројено победничких титула и 2006, је ушао у Билјарски конгрес Америчке куће славних. Он је познат у спорту као највише контравезнијих играча због његовог одвратног погледа и понекада и насилничког понашања на турнирима.

## Каријера
Стрикленд је почео са играњем билијарау доби од 9 година. После интезивне вежбе, уписао се на свој први професионални трурнир са 16 година. Стрикланд се 1983 попео на национални ранг победом на језеру Тахо. Након тога је 1984 уследио у Цезар Палати Про Билијар Класик у Лас Вегасу.
Према изворима, Стрикленд је играо "као угланцани драгуљ". Почео је да буде доминантна сила на стази турнира и препознат је као будући светски шампион. Имао је "вештину, издржљивост, стрпљење, темперамент и упорност које поседују прави шампиони." Због своје доминације, Стрикленд је 1984. године проглашен за Националног играча билијарских вести године. Освојио је светско првенство 1988, после тренутне коначне конфронтације између себе и Мајка 'Капетан Куке' Сиџела".
Сат за снимање од 45 секунди коришћен је за надгледање сваког ударца, јер се турнир снимао за емитовање седмонедељне серије. На крају, Сиџел је прокоментарисао да може да осети притисак због клоковања. Стрикланд, је у другу руку, рекао “можете да поставите и само 30 секунди између удараца, то не би имало никаквог значаја”.
2004 на Дерби Сити Класик, једном недељном вишеструком турниру који се одржава сваког Јануара у Луисвилу, Кентакију, Стрикланд, био је један од шест такмичара у 9-кугли ринг игри. Ветеран Грејди Метјувс, је током представљања Стрикленда, рекао да када је Стрикленд у кући “стиже гужва и ту је очекивање” због његових брилијантних стварања удараца и непредвидивог понашања.

## Награде и признања
Стрикленд је вишеструки добитник престижне Награде за играча године, његових хајлајтови укључују 5 освајања на Отвореном првенству Сједињених Држава са девет кугли (везано са Шејн Ван Боинг), и ВПА Светско првенство са девет кугли. Стрикленд је једини ВПА билијар светски шампион који је освојио догађај узастопним годинама. Такође је био увек присутан играч америчког тима на годишњем Москони Куп турниру, од његове инаугурације 1994. па све до 2009.
Стрикленд је једном водио 11 узастопних разбијања против Ника Маниоа током првог ПЦА турнира 1996. године где је постојала одредба да свако ко може успети 10 разбијања освоји ће 1.000.000 долара. Џими Метеја, који је био присутан на догађају, био је сведок Стриклендовог последњег поготка, тешке комбинације са девет кугли у којој Еарл није показао страх и "упутио га је ауторитетом" да би освојио награду. До тада, нико никада није водио 10 разбијања 9-кугла заредом током професионално санкционисаног догађаја. Од тада подвиг никада није остварен на турниру. Овај милион долар челенџ ивент био је почетак нове турнеје коју су Ерл Стрикланд, Ц. Ј. Вајли и други помогли у изградњи. Освојио га је првог дана манифестације и сам почетак потпуно нове туре асоцијације (ПЦА). Осигуравајућа компанија која подржава догађај одбила је да плати и покренуте су тужбе. Две и по године касније осигуравачи су били приморани да плате. Нажалост, због трошкова правне битке, Еарл је добио мање од 1.000.000 долара, а резултирајући негативни публицитет око њега довео је до превременог прекида нове ПЦА турнеје. Еарл је био врло љубазан због новца, али је јако разочаран што је нова турнеја започела лоше. Скандал и свађа с већ постојећом феудом Професионалног удружења билијара, страхујући од изгубљених прихода, а уговори о телевизији писали су пропаст и довеле су до брзог прекида нове турнеје.
За 2007. годину био је рангиран на 6. месту у "Билијар Магазину" од топ 20.

## Контроверзе

### Светско првенство у билијару
Стриклeнд се укључио у замерци са навијачима, играчима, судијама и званичницима турнира. Посебно је познат његов меч 2003 ВПА Светског 9-куглашког првенства са снукерашем Стивом Дејвисом. Пре меча Стрикленд је дао посебно оптужени интервју са новинаром Скај Спорта, у којем се пожалио да га навијачи нису поштовали (звецкали кад је његово име преношено преко разгласа) и да се догађај "врти око Дејвиса" (догађај је организовао Мечрум Спорт, на чијем је челу био Дејвисов менаџер Бери Херн, док је Скајева емисија форсирано приказивала Дејвиса како би освојили публику у Великој Британији). Такође се појавио узнемирен због тога што је Скај Спорт показао бројне репризе меча са Москонијевог купа претходне године у којем је Дејвис победио, доневши тиме укупну победу тиму Европе.
Током меча Стрикленд је у арену ушао видно снужден, а након што је меч започео у тихом расположењу, Стрикленд је убрзо почео да се сукобљава и расправља са навијачима и суткињом Микаелом Таб. Телевизијски микрофони ухватили су га како користи прљави језик једном члану на трибинама, а затим је рекао Таб да "ућути" када га је опоменула. Као одговор, Дејвис је искористио своје право на предах у мечу. (Дејвис је касније признао да је тај тајминг био намеран, препустивши Стрикленда на милост и немилост публици.) Током пауза Стрикленд је стављао прсте у уши да блокира подршку гомиле Дејвису, на изругивање гомиле, која је исмевала тај потез и гласно навијала за Дејвиса кад год би Стрикленд извадио прсте. Касније у мечу реаговао је на то што је Дејвис пропустио лакши погодак оштрим скоком са столице, с подигнутом песницом, вичући окупљенима "Аха! Пљунуо је!" Када је Дејвис узео други одмор, Стрикланд се гласно пожалио да играчи имају право само на један одмор, рекавши публици "Он је Стив Дејвис, он може да ради шта хоће", још једна напомена на његово убеђење да је статус у Мечруму Спорту обезбедио Дејвису специјалан третман.
Стриклендове тираде против Дејвиса, навијаче и правила догађаја наставиле су се кроз главни део интервјуа после меча, пре него што се видно смирио и извинио због свог понашања. Након што је признао жаљење због својих реакција током сусрета са Дејвисом, Стрикленд је ушао у арену за свој следећи меч носећи букет цвећа, који је поклонио Таб у знак извињења и наставио да игра много смиреније у остатку такмичења. Дејвис је касније поредио меч са Стриклендом са мечевима против Алекса Хигинса, још једног играча запаженог због комбинације импресивне игре и енигматичног понашања.

### Москони куп
На Москони купу 2006. године, који се одржао у Ротердаму, Холандија у периоду од 7. до 10. децембра, публика је гласно навијала и дувала у рогове током игре за Тим Европе. Током меча са Ником ван ден Бергом, неко је повикао из публике да је Стрикленд "умукнуо" пошто је наставио да говори док су противници гађали. Бука је била тако јака да је судија Мајчела Таб упозорила гледаоце да могу бити избачени из арене ако упорно наставе. Стрикленд је због фрустрације поломио свој штап за билијар током утакмице против Томаша Енгерта, ударајући га о под након неуспелог покушаја поготка. Заменио је сломљену осовину и наставио меч 7-4.
Годину дана касније, Москони куп 2007 у Лас Вегасу виђено је да се Стрикленд снажно жали због "лошег понашања" европских играча и навијача, достигавши врхунац у посебно лошем сукобу између себе и владајућег светског првака Дрл-а Пича, где је судија (поново Таб) морали су обојицу да их раздвоје усред страха да би њихов анимозитет могао постати насилни. Док је већина мечева у овом догађају праћена уживо ТВ интервјуима са оба играча, Стрикленд је одбио да учествује, док је обично благог манира Пича изјављивала „Стрикленд је светски олош, то сви знају“. Дајући прилику да анкетар касније повуче изјаву, он је одбио.
Следеће године, 2008. године, догађај се одиграо у Портомасу на Малти. Уводни ноћни меч Стрикленда поново је виђен да се више пута свађа са европским навијачима у публици, а такође је непрестано коментирао да је сто превише гладак. У интервјуу након меча, изјавио је да је за спорт лоше ако јавност види најбоље играче у великом догађају да користе сто за који се очигледно игра лакше него код стандардног клупског стола. Кад је гомила реакције комбиновала на његове коментаре, окренуо се према гледаоцима и покушао да их окупи позвавши "Да ли желите да видимо да се полако проводимо овде? Или желите да видите да ови момци кењају по себи?" Водитељ Енди Голдштеин одмах се извинио гледаоцима, акција која је навела Стрикленд да даље тврди да је такав језик прихватљив, цитирајући Тајгер Вудса као спортског колегу који је користио такав језик на ТВ-у без изазивања.
Упитан о могућности забране играња Стрикленд-а из будућих догађаја због његовог понашања, оснивач Мечрума Спортс-а Бари Хеарн изјавио је да би увек желео да Стрикланд учествује у догађајима фирме, јер његово присуство „гарантује драму и непредвидивост“. Међутим, Стрикленд ће одустати од репрезентације Сједињених Држава због Москони купа 2009. и поново није изабран наредне три године пре повратка у тим 2013. године.

## Првенства и достигнућа
- Билјарски конгрес Америчке (2006 БЦА Галерија славних)[9]
- Билијар играч године (1988, 1987, 1985)
- Москони куп (2005, 2004, 2003, 2001, 2000, 1999, 1998, 1997, 1996)
- ВПА Светско првенство са девет-кугли[9] (2002, 1991, 1990)
- Отворено првенство САД са девет-кугли[9] (2000, 1997, 1993, 1987, 1984)
- Светски мајстори билијара (1997)[10]